# Gol Gumbaz
Gol Gumbaz (von Persisch gol gonbad, „runde Kuppel“; Kannada: ಗೋಲ ಗುಮ್ಮಟ) ist das Mausoleum von Mohammed Adil Shah (reg. 1627–1656 oder 1657) in der Stadt Vijayapura (Bijapur) im südindischen Bundesstaat Karnataka. Adil Shah war ein Mitglied der Adil-Shahi-Dynastie indischer Sultane, die von 1490 bis 1686 das unabhängige Sultanat Bijapur beherrschte.

## Lage
Das Grabmal liegt in einem weiträumigen Park, der im Wesentlichen aus Rasenflächen besteht und im Unterschied zu den im persischen Stil gestalteten nordindischen Gartenanlagen (Char-Bagh) nicht durch geradlinig verlaufende Wasserkanäle gegliedert ist.

## Geschichte
An dem Grabmal wurde wahrscheinlich während der gesamten Regierungszeit Adil Shahs gebaut. Bei seinem Tod war es weitgehend fertiggestellt; kurz danach wurden alle Arbeiten eingestellt.

## Architektur
Als Architekt wird Yaqut von Dabul genannt, über dessen Herkunft und weitere Tätigkeiten nichts bekannt ist. Ob es Pläne für eine reichere dekorative Ausgestaltung des Bauwerks gab und ob die Begleitbauten des Mausoleums der ursprünglichen Planung entsprachen oder in späterer Zeit hinzugefügt wurden, ist unklar.

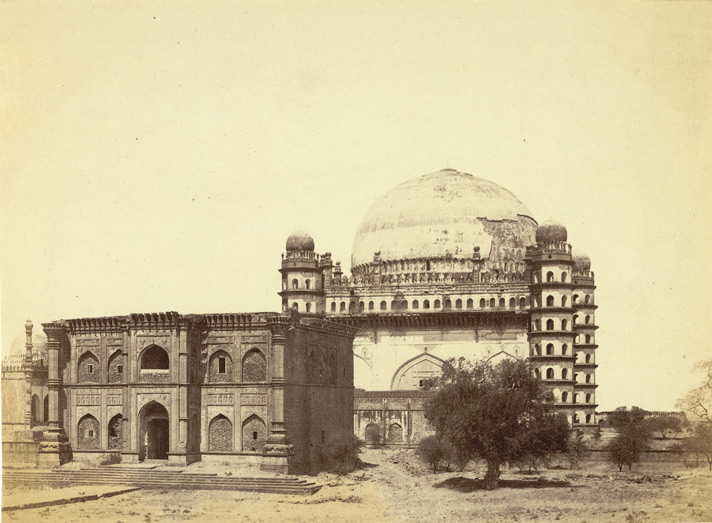
Das Foto vom Ende des 19. Jahrhunderts macht deutlich, wie sehr das Mausoleum Adil Shahs alle anderen Bauten des Grabkomplexes (Naggarkhana, Dharamshala und selbst die links im Hintergrund gerade noch erkennbare Moschee) überragt.

### Trommelhaus
Der Weg zwischen dem eher unscheinbaren Torbau und dem eigentlichen Grabmal wird versperrt durch einen zweigeschossigen und reichgegliederten Bau aus dunklem Stein, dem Naqqarkhana ('Trommelhaus'), der in seiner – beinahe modernen – Architektur in starkem Kontrast zum Grabmal steht; er dient heute als kleines Museum und Verwaltungsgebäude, war aber wahrscheinlich als Gebäude für Musiker konzipiert, die hier an religiösen Festtagen oder aber auf Anordnung der Nachfolger Adil Shahs zu dessen Ehren und zur Freude der Besucher spielten – ohne jedoch für das Publikum sichtbar zu sein. Die vielen Jali-Fenster des Baus erlauben aber auch eine Nutzung der Räumlichkeiten als Rückzugsgemächer für die Frauen.

### Dharamshala
Zwischen dem Naqqarkhana und dem Mausoleum liegt noch ein weiterer – eingeschossiger – Bau, der als Pilger- bzw. Besucherherberge angesehen wird.

### Mausoleum
Das Grabmal steht auf einer knapp zwei Meter hohen Plattform, deren Ausmaße – anders als bei den nordindischen Grabmalen – nur geringfügig größer sind als das Bauwerk selbst. Dieses erreicht eine Gesamthöhe über dem Bodenniveau von etwa 60 Metern. Die Mauerstärke des Baus liegt unten bei etwa 3 m, verjüngt sich aber nach oben auf ca. 2,75 m. Anders als die meisten Grabbauten Nordindiens ist das Gol Gumbaz in weiten Teilen verputzt.

#### Außenbau
Die monumentale Wucht des Baukörpers mit seiner einschaligen Kuppel, die durch einen mit Lotosblättern ummantelten Tambour nur geringfügig erhöht ist, wird durch vier siebengeschossige, pagodenähnlich wirkende Treppentürme in den Ecken des Baus – jeweils mit Kuppelaufsätzen und einem umlaufenden Balkon mit Zinnenkranz – sowie vier große Eingangsportale aus dunklerem Steinmaterial nur geringfügig gemildert. Steininkrustationen, Malereien oder Jali-Fenster – wie sie in den Grabbauten Nordindiens, vor allem am etwa gleichzeitig erbauten Taj Mahal üblich waren – sucht man vergeblich; nur einige wenige Stuckarbeiten mit Anklängen an Hindu-Dekorelemente schmücken die Bogenzwickel über den Eingangsportalen bzw. den großen seitlichen Blendbögen.

#### Innenraum

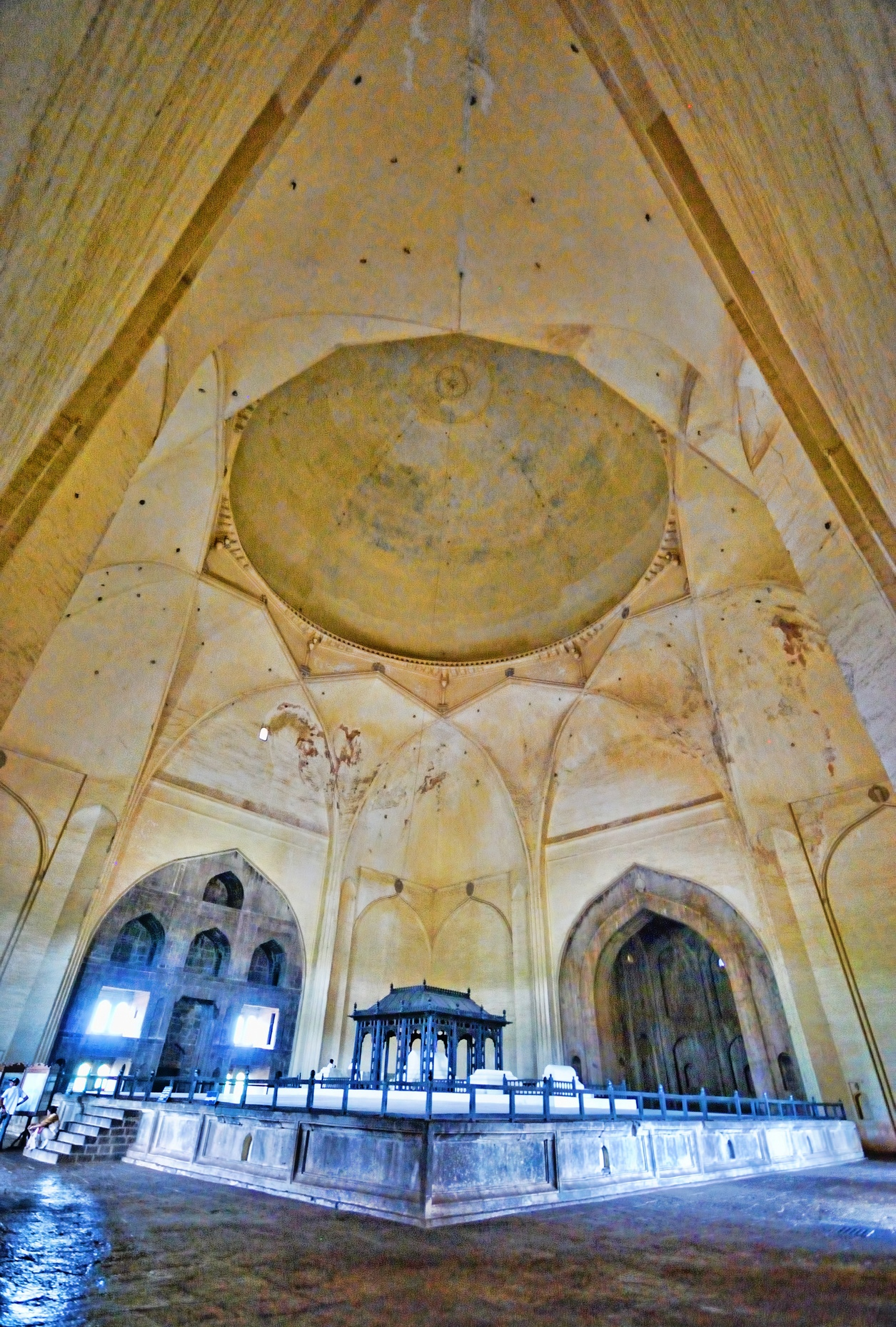
Innenraum des Gol Gumbaz

Das nahezu komplett weiß verputzte, aber kaum belichtete Innere des Gebäudes besteht nur aus einem gewaltigen Kuppelraum auf quadratischem Grundriss ohne seitliche Annexbauten. Die Seitenlängen des Raumes betragen ca. 41 m, der untere Kuppeldurchmesser beträgt 37,9 m und die Raumhöhe unter der Kuppel liegt bei fast 51 m. In der Mitte des Raumes steht – auf einer etwa 1 Meter hohen Plattform und überdeckt von einem hölzernen Baldachin – das steinerne Kenotaph Adil Shahs; das eigentliche Grab des hier – gemeinsam mit einer seiner Frauen, einer Mätresse ('Tänzerin'), einem Sohn und einer Tochter – bestatteten Herrschers liegt unterhalb des Bodenniveaus.
Auch der Innenraum verfügt – abgesehen von großen, sich überschneidenden Stuckbögen, die vom Raumquadrat in das Kuppelrund überleiten – kaum über irgendeine Bauzier. Rund um den Kuppelansatz verläuft ein Umgang ("Flüstergalerie"), von dem aus die allein auf Monumentalität bedachte Raumwirkung nochmals deutlich wird. Sechs kleine Türoffnungen, die nur wenig Licht einlassen, ermöglichen den Weg hinaus auf die äußere Umgangsplattform mit einer schönen Aussicht über die – von vielen Bäumen aufgelockerte – Stadt.

### Moschee
Wie die großen Mausoleen Nordindiens, so verfügt auch der Grabkomplex des Gol Gumbaz über eine Moschee, die – mit ihren fünf Portalen und von einer zentralen Kuppel sowie zwei kleinen Eckminaretten dominiert – etwas abseits steht. In ihr konnten die Gläubigen bei den – oft länger dauernden – Besuchen des Grabmals ihre religiösen Gebetspflichten erfüllen.

## Bedeutung
Mit seiner massig-blockhaften Architektur unterscheidet sich das Gol Gumbaz in wesentlichen Zügen von der – trotz ihrer riesigen Ausmaße – doch eher eleganten Mogul-Architektur im Norden Indiens. Mit seinen gewaltigen Dimensionen gehört der Bau zu den größten Kuppelbauten der Welt und übertrifft alle islamischen Bauten dieser Art bei weitem. Seine Architektur ist jedoch ohne Nachfolge geblieben – auch die späteren Grabmale in der Umgebung von Vijayapura orientieren sich nicht oder nur geringfügig an seinem Vorbild.